# Liste nationale (Israël)
Pour les articles homonymes, voir Liste nationale.
La Liste nationale (hébreu : רשימה ממלכתית, Reshima Mamlakhtit), parfois traduit comme Liste d'État, était un parti politique israélien. Bien que fondé par David Ben Gourion, l'un des pères de la gauche israélienne, le parti est l'un des ancêtres du Likoud, le plus grand parti de la droite actuelle.

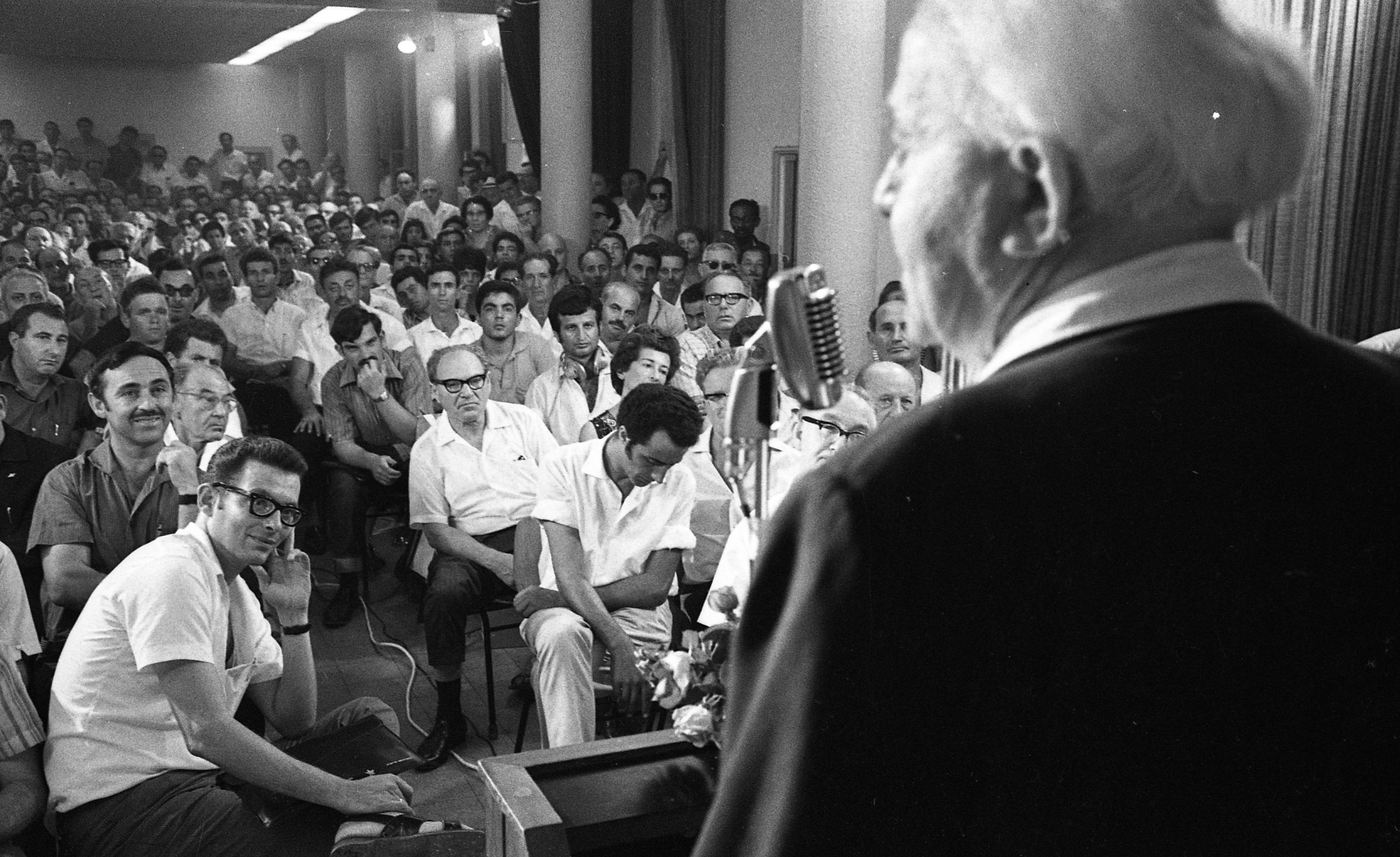
Congrès du parti Liste nationale en 1969, avec David Ben Gourion au micro.

## Histoire
La Liste nationale a été fondée par David Ben Gourion avant les élections législatives de 1969 après la fusion de son ancien parti, le Rafi, au sein de l'Alignement à l'encontre de ses souhaits. Ce nouveau parti remporta quatre sièges lors de la septième Knesset, et David Ben Gourion fut ainsi rejoint à l'assemblée par Meir Avizohar, Isser Harel et Yigal Hurvitz. Lors de la session parlementaire, Meir Avizohar fit défection en faveur de l'Alignement, quittant le parti avec 3 sièges. David Ben Gourion démissionna de la Knesset en 1970, et y fut remplacé par Zalman Shoval.
Sans la présence de David Ben Gourion, le parti commença à se déliter. Avant les élections législatives de 1973, il rejoint le Likoud, alliance formée par le Hérout, le Parti libéral (anciennement allié au Gahal), le Centre libre et le Mouvement pour un Grand Israël. La nouvelle alliance obtint 39 sièges, Yigal Hurvitz et Zalman Shoval étant élus sur sa liste. En 1976, la Liste nationale fusionna avec le Mouvement pour un Grand Israël et le Centre indépendant (une scission du Centre libre) pour former la faction La'am au sein du Likoud, et cessa d'exister en tant qu'entité indépendante.

### Reformation
Le parti fut brièvement reformé pour les élections législatives israéliennes de 1977 après que Yigal Hurvitz, Zalman Shoval et Yitzhak Peretz aient quitté le Likoud pour créer le Rafi-Liste nationale le 26 janvier 1981. Le 19 mai, Yigal Hurvitz et Zalman Shoval le quittèrent pour créer le Telem avec Moshe Dayan, alors que Yitzhak Peretz renommait le parti Rafi, avant de rejoindre le Likoud le 27 mai. Yitzhak Peretz rompit par la suite avec les deux précédents pour recréer la Liste nationale. Cependant, le parti refondé ne vécut que 12 jours avant que Yitzhak Peretz ne rejoigne le Likoud.
En 1983, Yigal Hurvitz rompit avec le Telem afin de refonder le Rafi-Liste nationale, qu'il renomma par la suite en Ometz.